# (435728) Yunlin
(435728) Yunlin est un astéroïde de la ceinture principale.

## Description
(435728) Yunlin est un astéroïde de la ceinture principale. Il fut découvert le 22 octobre 2008 à l'observatoire de Lulin par Hsiao Xiang-Yao et Ye Quan-Zhi. Il présente une orbite caractérisée par un demi-grand axe de 2,62 UA, une excentricité de 0,27 et une inclinaison de 13,8° par rapport à l'écliptique.

## Compléments